# Романс о влюблённых (фильм, 1974)
«Рома́нс о влюблённых» — советский двухсерийный музыкальный художественный фильм режиссёра Андрея Кончаловского, вышедший в 1974 году.

## Сюжет
Сергей и Татьяна очень любят друг друга. Сергей уходит по призыву в армию (в морскую пехоту), и Татьяна ждёт его возвращения. Подразделение Сергея бросают на помощь терпящим бедствие местным жителям. Во время операции его бронетранспортёр уносит в море. Родным приходит извещение о гибели Сергея. Любящий Татьяну друг детства — хоккеист Игорь помогает ей справиться с несчастьем, она выходит за него замуж.
Но оказалось, что Сергей не погиб. Его вместе со спасённым им раненым другом нашли на пустынном острове после тяжёлой зимы. Вернувшись домой, Сергей узнаёт, что Татьяна вышла замуж за другого. Не в силах смириться с потерей любимой девушки, Сергей умирает. Но смерть эта — символическая, эмоциональная, а не физическая. Сергей продолжает жить обычной жизнью без потрясений и сильных переживаний, знакомится с другой девушкой, женится на ней, заводит ребёнка. В финале происходит духовное возрождение главного героя.

## В ролях
| Актёр                    | Роль                                                                |
| ------------------------ | ------------------------------------------------------------------- |
| Евгений Киндинов         | Сергей Никитин (вокал — Александр Градский)                         |
| Елена Коренева           | Таня (вокал — Зоя Харабадзе)                                        |
| Ирина Купченко           | жена Сергея Люда (вокал — Валентина Толкунова)                      |
| Иннокентий Смоктуновский | Трубач (вокал — Александр Градский, соло на трубе — Владимир Чижик) |
| Елизавета Солодова       | мама Сергея                                                         |
| Ия Саввина               | мама Тани тётя Маша                                                 |
| Владимир Конкин          | младший брат Сергея                                                 |
| Александр Збруев         | хоккеист, друг детства и муж Тани Игорь Волгин                      |
| Роман Громадский         | прапорщик, сослуживец Сергея Иван Петрович Соловьёв (Альбатрос)     |
| Николай Гринько          | вице-адмирал                                                        |
| Иван Рыжов               | сосед Василий Васильевич                                            |
| Александр Самойлов       | средний брат Сергея                                                 |
| Екатерина Мазурова       | соседка                                                             |

## Подбор актёров
Евгений Киндинов был в числе первых, кто пробовался на роль Сергея, но Кончаловский забраковал его кандидатуру, посчитав «слишком старым» (Киндинову было под 30). В итоге он утвердил Владимира Конкина, но тот в это время был занят съёмками в фильме «Как закалялась сталь» и попросил Кончаловского временно отложить съёмочный процесс. Когда же съёмки завершились, то Конкин понял, что слишком вымотан и не может сразу приступить к работе. Чтобы загладить перед Кончаловским вину (поскольку тому Конкин приглянулся сразу же, как он увидел его на обложке журнала «Советский экран»), он согласился сыграть младшего брата Сергея. Александр Самойлов, который сыграл второго брата Сергея, тоже пробовался на главную роль (и даже великолепно прошёл вокальное прослушивание), но был забракован из-за несоответствия внешнему типажу. В итоге Кончаловский утвердил Киндинова, но потребовал от того сильно похудеть к началу съёмок, чтобы хоть как-то походить на вчерашнего подростка.

## Музыка
- Композитор — Александр Градский
- Аранжировка — Дмитрий Атовмян (в титрах не указан)[1]
- Государственный симфонический оркестр кинематографии СССР
- Камерный хор Росконцерта
- Ансамбль «Мелодия»
- Дирижёр — Георгий Гаранян
- Хормейстер — Галина Рождественская

Солисты: Александр Градский, Зоя Харабадзе (солистка квартета «Аккорд»), Валентина Толкунова (исполнительница финальной песни «Колыбельная»), Владимир Чижик (соло на трубе), трио «Скоморохи»
Текст песен: Николай Глазков, Наталья Кончаловская, Булат Окуджава

## Художественные особенности
В фильме сочетаются реализм и поэтическая условность событий и характеров. Персонажи бо́льшую часть действия разговаривают белыми стихами и пением. В кульминационный момент (условная, аллегорическая смерть героя) — в кадре появляется съёмочная группа и киносъёмочное оборудование. Завершающие эпизоды, когда потерявший свою любовь Сергей начинает жить обыкновенной, будничной жизнью, становятся чёрно-белыми, герои переходят на обычную речь, исчезает музыка, до того звучавшая почти непрерывно. Цвет, музыка и ощущение простора возвращаются в финальном кадре, олицетворяя возрождение любви.

## Награды
- 1974 год — Международный кинофестиваль в Карловых Варах: Хрустальный глобус (Андрей Кончаловский)[источник не указан 51 день]

## Технические данные
Широкоформатная картина стала второй по счёту, в которой использован экспериментальный производственный формат УФК (универсальный формат кадра). Часть материала отснята на 70-мм киноплёнке, но во время съёмок из-за недостатка бюджета было решено использовать 35-мм плёнку. В прокат фильм вышел в 70-мм широкоформатных и 35-мм широкоэкранных копиях.

## Реставрация
В 2019 году в рамках реализации программы Фонда президентских грантов Фонд Андрея Кончаловского по поддержке кино и сценических искусств при поддержке Благотворительного Фонда Алишера Усманова «Искусство, наука и спорт» произвел реставрацию сокращённой версии фильма (продолжительностью 113 минут) с полным восстановлением звука и изображения.